# 오키나와가시쥐
오키나와가시쥐(Tokudaia muenninki)는 쥐과에 속하는 설치류의 일종이다. 일본 오키나와섬의 토착종이다. 자연 서식지는 아열대 습윤 활엽수림이다. 핵형은 2n=44이다. 성 염색체가 비정상적으로 큰 반면에, 류큐가시쥐속의 다른 두 종은 Y 염색체를 잃어 버렸다. 해발 300m 이상의 섬 북부 지역(얀바루 지역)에서만 발견된다.
머리부터 몸까지 길이는 112~166mm이고, 꼬리 길이는 92~132mm, 발 길이는 30~35mm이다. 귀 길이는 17~24mm이다.